# Matthias Benningk

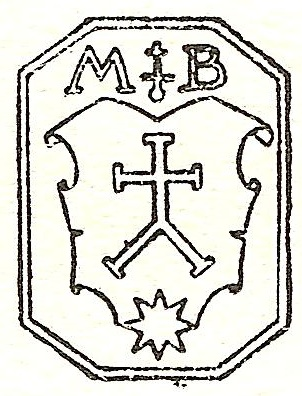
Gießerzeichen Matthias Benningks

Matthias Benningk, auch: Mattias, Matties, Benninck, Benning (* in der ersten Hälfte des 16. Jahrhunderts; † 1608 in Lübeck) war ein deutscher Stück- und Glockengießer.

## Leben
Benningk gehört zu einer im 16. und 17. Jahrhundert in Norddeutschland (Hamburg, Lübeck, Danzig) verbreiteten Familie von Gießern, deren genaue Verwandtschaftsverhältnisse nicht ganz geklärt sind. Er wurde 1550 zuerst genannt. Nach einem im Lübecker Niederstadtbuch aufgezeichneten Vertrag verkaufte im Jahre 1561 die Witwe des Lübecker Stückgießers M. Karsten Middeldorp ihm das komplette Werkzeug ihres verstorbenen Mannes für 600 Mark Lübsch. Im gleichen Jahr wurde er anstelle Middeldorps zum Ratsgießer bestellt.
Außerhalb des engeren Wirkungsbereichs in Lübeck und Holstein sind von Matthias Benningk nicht weniger als 21 Glocken in Dänemark überliefert, darunter auch Glocken in Kirchen auf der Insel Bornholm, das zu seiner Zeit bis 1576 an Lübeck verpfändet war und von einem Lübecker Vogt verwaltet wurde. Das zeigt zum einen, dass sein Wirken in eine Zeit fällt, in der Lübeck eher unfreiwillig sich außenpolitisch mit Dänemark gegen Schweden verbünden musste und zum anderen, wie anerkannt die Lübecker Gießkunst in dieser Zeit war.
1563 goss er mit der Grabplatte des Lübecker Bischofs Johannes Tiedemann die einzige bronzene Renaissancegrabplatte im Lübecker Dom. 1571 schuf er das Messingepitaph für den Lübecker Ratsherrn Gotthard IV. von Höveln und seine Frau in der Lübecker Marienkirche.
Benningks Geschütze haben sich weit weniger erhalten. Dazu gehören die 1564 gegossenen Geschütze des Lübecker Admiralsschiffes Engel, dessen Wrack 1886 vor Falsterbo entdeckt worden war. Der Engel war beim Trimmen der Munition im Öresund explodiert, als sich die lübeckische Flotte gerade mit der dänischen gegen die Schweden vereinigen wollte. Einige der Geschütze wurden nach der Entdeckung 1886 geborgen und sind heute im Zeughausmuseum (Tøjhusmuseet) in Kopenhagen ausgestellt. Im Übrigen sind die in Lübeck gegossenen Geschütze mit ihren Sinnsprüchen nur in einer 1763 aufgestellten Liste enthalten, die in etwa die Blütezeit der Lübecker Stückgießerei von 1540 bis 1740 abdeckt und 1919 von Muhsfeldt veröffentlicht wurde.

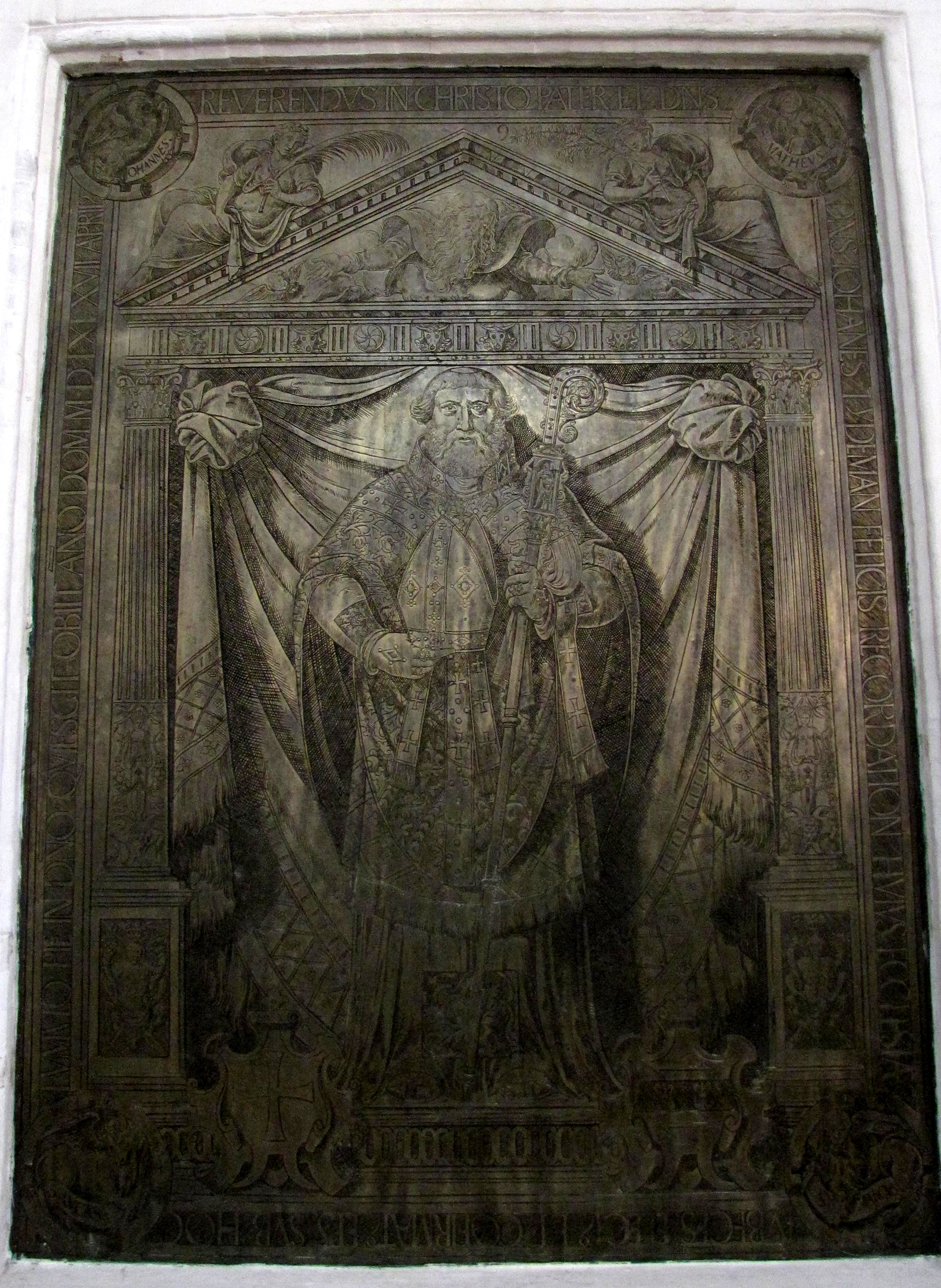
Von Matthias Benningk gegossene Grabplatte für Bischof Johannes Tiedemann, Lübecker Dom
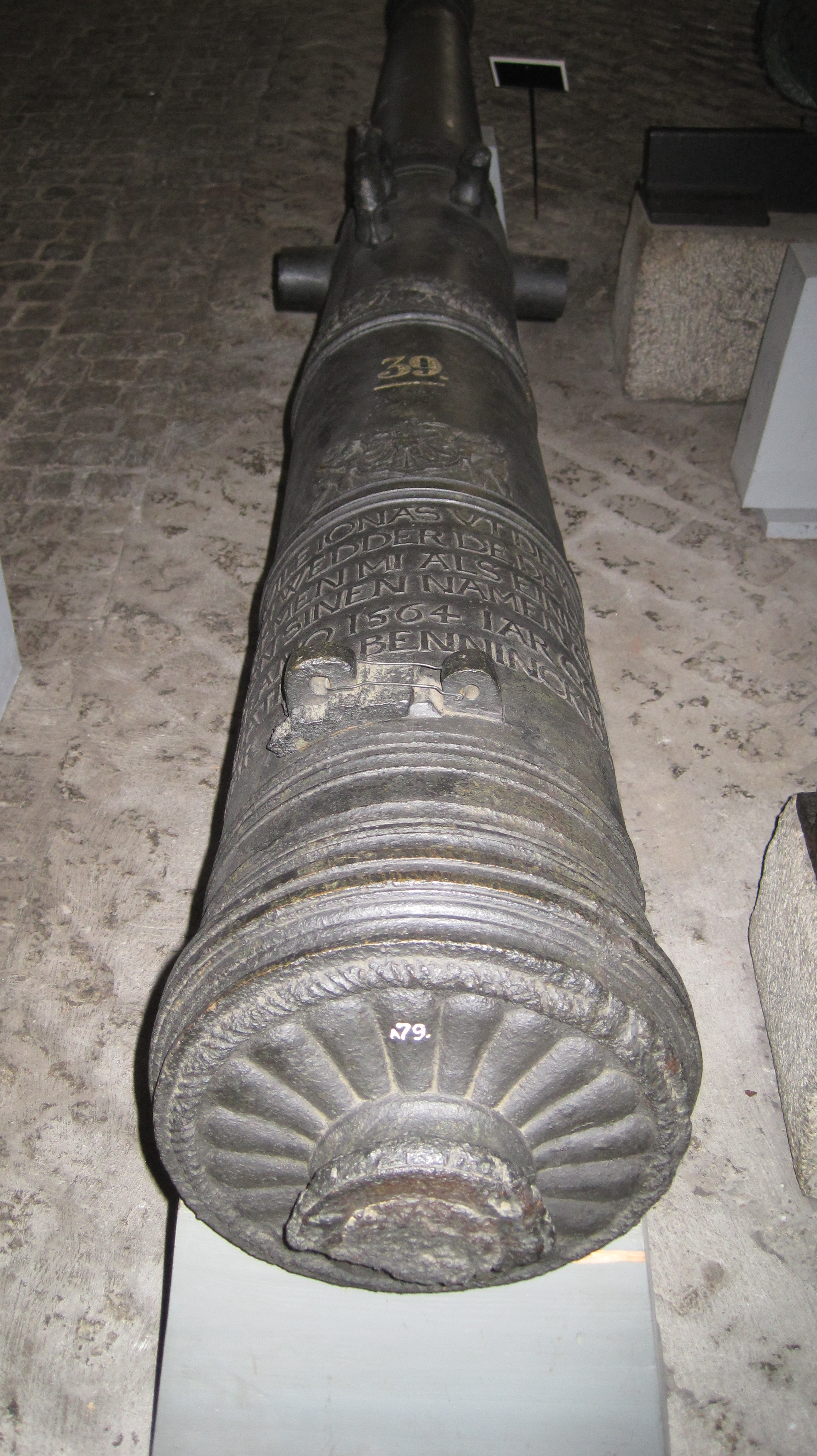
Der Engel, von Matthias Benningk gegossenes Geschütz

## Nachkommen
- Reinhard, (oder auch Reinhold) Benningk, der Sohn von Matthias Benningk, übernahm die Werkstatt seines Vaters, starb aber schon 1617.
- Hermann Benningk, vermutlich ein Enkel des Matthias Benningk, war Gießer in Hamburg.
- Albert Benningk, ein Urenkel, wurde wiederum Ratsgießer in Lübeck und gilt als der bedeutendste Vertreter der Familie.

## Liste der von Matthias Benningk gegossenen Glocken
| Jahr      | Ort                                             | Name       | Gewicht in kg | Durchmesser in mm  | Nominal     | Bemerkung |
| --------- | ----------------------------------------------- | ---------- | ------------- | ------------------ | ----------- | --- |
| 1561      | Matthias-Claudius-Kirche in Reinfeld (Holstein) |            |               |                    | a1          | |
| 1563      | Gleschendorfer Kirche                           |            | 790 und 670   | 115,8 cm, 100,5 cm | es1+5, f1+9 | Zwei Glocken Benningks aus dem gleichen Jahr, jeweils mit Zierfries und Umschrift, die eine 110 und die andere 102 cm hoch. |
| 1580      | Kirche von Nylars                               |            |               |                    |             | 1797 eingeschmolzen für eine neue Glocke                                                                                    |
| 1584      | Petersdorf auf Fehmarn                          | Taufglocke | 620           | 900                | gis1        | Mittelgroß mit Zierfries und Umschrift. Die Glocke ist eine neue Kopie.                                                     |
| 1591      | St. Aegidien (Lübeck)                           | Pulsglocke | 3000          | 1698               | h0-9        | |
| 1585      | Smidstrup bei Vejle                             |            |               |                    |             | |
| 1586      | Pedersborg bei Sorø                             |            |               |                    |             | |
| 1588      | Eltang bei Kolding                              |            |               |                    |             | |
| 1589      | Großenbrode                                     |            |               |                    |             | |
| 1589      | Kroket, Norrköping (Gemeinde)                   |            |               |                    |             | |
| 1590/1597 | St. Andreas (Lübeck-Schlutup)                   |            | 2338, 1638    | 1220, 1120         | e1, e1      | Große Glocke von 1597, beide haben fast exakt denselben Schlagton.                                                          |
| 1598      | Sottrup Kirke                                   |            |               |                    |             | 1795 und 1841 umgegossen, 1917 als Metallspende eingeschmolzen                                                              |
| 1599      | Kirche von Dalhem, Gotland                      |            |               |                    |             | |